# 表网
表网全称表层网络，是相对于深网而言，可直接在全球資訊網浏览的内容。一般来说表网的概念，主要能够被传统的搜索引擎找到，无需使用特殊配置的浏览器连入。

## 脚注
1. 1 2  . 乌云知识库.   [2016-11-16]. （原始内容存档于2016-11-16）.